# Puchar Bułgarii w piłce siatkowej mężczyzn (2020/2021)
Puchar Bułgarii w piłce siatkowej mężczyzn 2020/2021 – 63. sezon rozgrywek o siatkarski Puchar Bułgarii. Za jego organizację odpowiadały Bułgarski Związek Piłki Siatkowej oraz Nacionalna Wolejbolna Liga. Zainaugurowany został 1 grudnia 2020 roku. W rozgrywkach brały udział kluby z Superligi i wyższej ligi.
Rozgrywki składały się z dwóch rund wstępnych, 1/8 finału, ćwierćfinałów oraz turnieju finałowego, w ramach którego odbyły się półfinały i finał.
Turniej finałowy odbył się w dniach 18-19 marca 2021 roku w hali sportowej "Wasił Lewski" w Pazardżiku. Po raz piąty Puchar Bułgarii zdobył Neftochimik 2010 Burgas, który w finale pokonał klub Dobrudża 07 Dobricz. MVP turnieju finałowego wybrany został Nikołaj Nikołow.

## System rozgrywek
Rozgrywki o Puchar Bułgarii w sezonie 2020/2021 składają się z 1. rundy, 2. rundy, 1/8 finału, ćwierćfinałów oraz turnieju finałowego, w ramach którego odbywają się półfinały i finał. Nie jest grany mecz o 3. miejsce.
We wszystkich rundach rywalizacja toczy się w systemie pucharowym, a o awansie decyduje jeden mecz. Przed każdą rundą odbywa się losowanie, na podstawie którego powstają pary i ustalany jest gospodarz spotkania.
W 1. rundzie uczestniczą wszystkie zgłoszone drużyny z wyższej ligi. W 2. rundzie dołączają zespoły grające w grupie II Superligi, natomiast w 1/8 finału – te, które grają w grupie I Superligi.

## Drużyny uczestniczące
| Superliga (16 drużyn)       | Superliga (16 drużyn) |
| --------------------------- | --------------------- |
| Arda Kyrdżali               | wycofanie             |
| Beroe 2016 Stara Zagora     | 1/8 finału            |
| Botew Łukowit               | 1/8 finału            |
| Chebyr Pazardżik            | półfinał              |
| CSKA Sofia                  | ćwierćfinał           |
| Czerno more BASK            | 1/8 finału            |
| Dobrudża 07 Dobricz         | finał                 |
| Dunaw Ruse                  | ćwierćfinał           |
| Lewski Sofia                | 1/8 finału            |
| Marek Junion-Iwkoni Dupnica | 1/8 finału            |
| Montana                     | półfinał              |
| Neftochimik 2010 Burgas     | zwycięstwo            |
| Pirin Razłog                | 1/8 finału            |
| PSK Łokomotiw Płowdiw       | ćwierćfinał           |
| Sławia Sofia                | wycofanie             |
| Tetewen Wolej               | 1/8 finału            |

| Wyższa liga (12 drużyn) | Wyższa liga (12 drużyn) |
| ----------------------- | ----------------------- |
| Botew Ichtiman          | 2. runda                |
| Czernomorec Bjała       | ćwierćfinał             |
| Deja sport Burgas       | 1. runda                |
| Elit Silistra           | 1. runda                |
| WK Etropole             | 1. runda                |
| Grad Bełogradczik       | 1/8 finału              |
| Minjor Pernik           | 2. runda                |
| WK Popowo 09            | 1. runda                |
| Rakowski 1964 Sewliewo  | 2. runda                |
| Rodopa Smolan           | 2. runda                |
| WK Sofijski uniwersitet | 2. runda                |
| Zwezdec Gorna Malina    | 1. runda                |

## Rozgrywki

### 1. runda
| 01.12.2020 18:00 (UTC+2) | WK Sofijski uniwersitet | 3:1 (25:23, 20:25, 25:16, 25:23) | Zwezdec Gorna Malina | Hala sportowa "Christo Botew", Sofia Sędziowie: Stepan Kirkorow i Ljubomir Sirakow |

| 01.12.2020 21:00 (UTC+2) | Grad Bełogradczik | 3:2 (17:25, 29:27, 21:25, 25:17, 15:13) | WK Etropole | Hala sportowa "Christo Botew", Sofia Sędziowie: Ljubomir Petrow i Ljubomir Sirakow |

| 02.12.2020 18:00 (UTC+2) | Rakowski 1964 Sewliewo | 3:0 (25:17, 25:18, 25:16) | Elit Silistra | Hala sportowa "Dan Kołow", Sewliewo Sędziowie: Mirosław Milew i Krasimir Dimitrow |

| 10.01.2021 14:00 (UTC+2) | Rodopa Smolan | 3:0 (25:18, 25:21, 25:14) | WK Popowo 09 | Hala sportowa "Weliczko Czołakow", Smolan Sędziowie: Bojan Żelew i Iwelina Iliewa |

| 10.01.2021 16:00 (UTC+2) | Deja sport Burgas | 2:3 (17:25, 25:15, 25:18, 21:25, 17:19) | Czernomorec Bjała | Hala sportowa "Mładost", Burgas Sędziowie: Krasimir Kanew i Nikołaj Czołakow |

|  | Botew Ichtiman | wolny los | — |  |

|  | Minjor Pernik | wolny los | — |  |

### 2. runda
| 13.01.2021 17:00 (UTC+2) | WK Sofijski uniwersitet | 0:3 (19:25, 21:25, 20:25) | Botew Łukowit | Hala sportowa "Christo Botew", Sofia Sędziowie: Władimir Kotew i Ilija Penkow |

| 13.01.2021 18:00 (UTC+2) | Rakowski 1964 Sewliewo | 2:3 (22:25, 25:20, 18:25, 25:22, 12:15) | Czerno more BASK | Hala sportowa "Dan Kołow", Sewliewo Sędziowie: Paweł Ginew i Ljudmiła Ljubenowa |

| 13.01.2021 19:00 (UTC+2) | Botew Ichtiman | 0:3 (22:25, 19:25, 18:25) | Beroe 2016 Stara Zagora | Hala przy szkole "Christo Botew", Ichtiman Sędziowie: Weseła Łazarowa i Iwona Dimitrowa |

| 13.01.2021 19:00 (UTC+2) | Minjor Pernik | 0:3 (18:25, 20:25, 26:28) | PSK Łokomotiw Płowdiw | Hala sportowa "Boris Gjuderow", Pernik Sędziowie: Georgi A. Georgiew i Martin Janakiew |

| 14.01.2021 17:00 (UTC+2) | Rodopa Smolan | 0:3 (37:39, 13:25, 19:25) | Dunaw Ruse | Hala sportowa "Weliczko Czołakow", Smolan Sędziowie: Elin Karabaszew i Welisław Stanimirow |

|  | Grad Bełogradczik | mecz odwołany | Arda Kyrdżali |  |

|  | Czernomorec Bjała | mecz odwołany | Sławia Sofia |  |

|  | Tetewen Wolej | wolny los | — |  |

### 1/8 finału
| 26.01.2021 17:00 (UTC+2) | Montana | 3:1 (25:19, 23:25, 25:22, 25:13) | Lewski Sofia | Hala sportowa "Mładost", Montana Sędziowie: Ignat Mitew i Wanja Pyrwanowa |

| 26.01.2021 18:00 (UTC+2) | CSKA Sofia | 3:0 (25:16, 25:16, 25:11) | Tetewen Wolej | Hala sportowa "Wasił Simow", Sofia Sędziowie: Milena Łazarowa i Ilija Penkow |

| 26.01.2021 19:00 (UTC+2) | Botew Łukowit | 0:3 (18:25, 18:25, 19:25) | Dobrudża 07 Dobricz | Hala sportowa "Christo Botew", Łukowit Sędziowie: Atanas Wyrbanow i Bojan Żelew |

| 27.01.2021 16:00 (UTC+2) | Grad Bełogradczik | 2:3 (18:25, 25:23, 19:25, 25:22, 14:16) | Dunaw Ruse | Hala sportowa, Bełogradczik Sędziowie: Mirosław Milew i Krasimir Dimitrow |

| 27.01.2021 17:00 (UTC+2) | Czernomorec Bjała | 3:0 (25:19, 25:18, 25:18) | Czerno more BASK | Hala sportowa Pierwszego Liceum Językowego, Warna Sędziowie: Christo Janew i Walentin Popow |

| 27.01.2021 17:30 (UTC+2) | Marek Junion-Iwkoni Dupnica | 1:3 (19:25, 25:21, 19:25, 18:25) | PSK Łokomotiw Płowdiw | Hala sportowa, Dupnica Sędziowie: Konstantin Jowczew i Iwan Momirow |

| 27.01.2021 18:30 (UTC+2) | Chebyr Pazardżik | 3:0 (25:14, 25:10, 25:22) | Beroe 2016 Stara Zagora | Hala sportowa "Wasił Lewski", Pazardżik Sędziowie: Ljubomir Sirakow i Stepan Kirkorow |

| 29.01.2021 18:00 (UTC+2) | Pirin Razłog | 0:3 (22:25, 25:27, 19:25) | Neftochimik 2010 Burgas | Hala sportowa "Septemwri", Razłog Sędziowie: Simeon Iwanow i Stojan Barew |

### Ćwierćfinały
| 14.02.2021 19:00 (UTC+2) | Czernomorec Bjała | 0:3 (11:25, 22:25, 12:25) | Montana | Hala sportowa Pierwszego Liceum Językowego, Warna Sędziowie: Angeł Angełow i Christo Janew |

| 23.02.2021 18:30 (UTC+2) | CSKA Sofia | 1:3 (20:25, 25:16, 19:25, 22:25) | Dobrudża 07 Dobricz | Hala sportowa "Wasił Simow", Sofia Sędziowie: Ignat Mitew i Dobromir Dobrew |

| 23.02.2021 18:30 (UTC+2) | Chebyr Pazardżik | 3:0 (25:21, 25:22, 25:19) | Dunaw Ruse | Hala sportowa "Wasił Lewski", Pazardżik Sędziowie: Konstantin Jowczew i Czawdar Marew |

| 24.02.2021 18:30 (UTC+2) | PSK Łokomotiw Płowdiw | 2:3 (32:30, 25:22, 22:25, 21:25, 11:15) | Neftochimik 2010 Burgas | Kompleks SIŁA, Płowdiw Sędziowie: Ljubomir Sirakow i Martin Janakiew |

### Półfinały
| 18.03.2021 17:00 (UTC+2) | Dobrudża 07 Dobricz | 3:0 (25:20, 26:24, 25:23) | Montana | Hala sportowa "Wasił Lewski", Pazardżik Sędziowie: Aleksandyr Winaliew i Ljubomir Sirakow |

| 18.03.2021 19:30 (UTC+2) | Chebyr Pazardżik | 2:3 (25:18, 21:25, 23:25, 25:23, 17:19) | Neftochimik 2010 Burgas | Hala sportowa "Wasił Lewski", Pazardżik Sędziowie: Dobromir Dobrew i Simeon Iwanow |

### Finał
| 19.03.2021 19:30 (UTC+2) | Dobrudża 07 Dobricz | 2:3 (21:25, 25:23, 21:25, 25:23, 11:15) | Neftochimik 2010 Burgas | Hala sportowa "Wasił Lewski", Pazardżik Sędziowie: Ignat Mitew i Iwajło Iwanow |